# 科隆山
45°58′35″N 7°30′17″E / 45.97639°N 7.50472°E

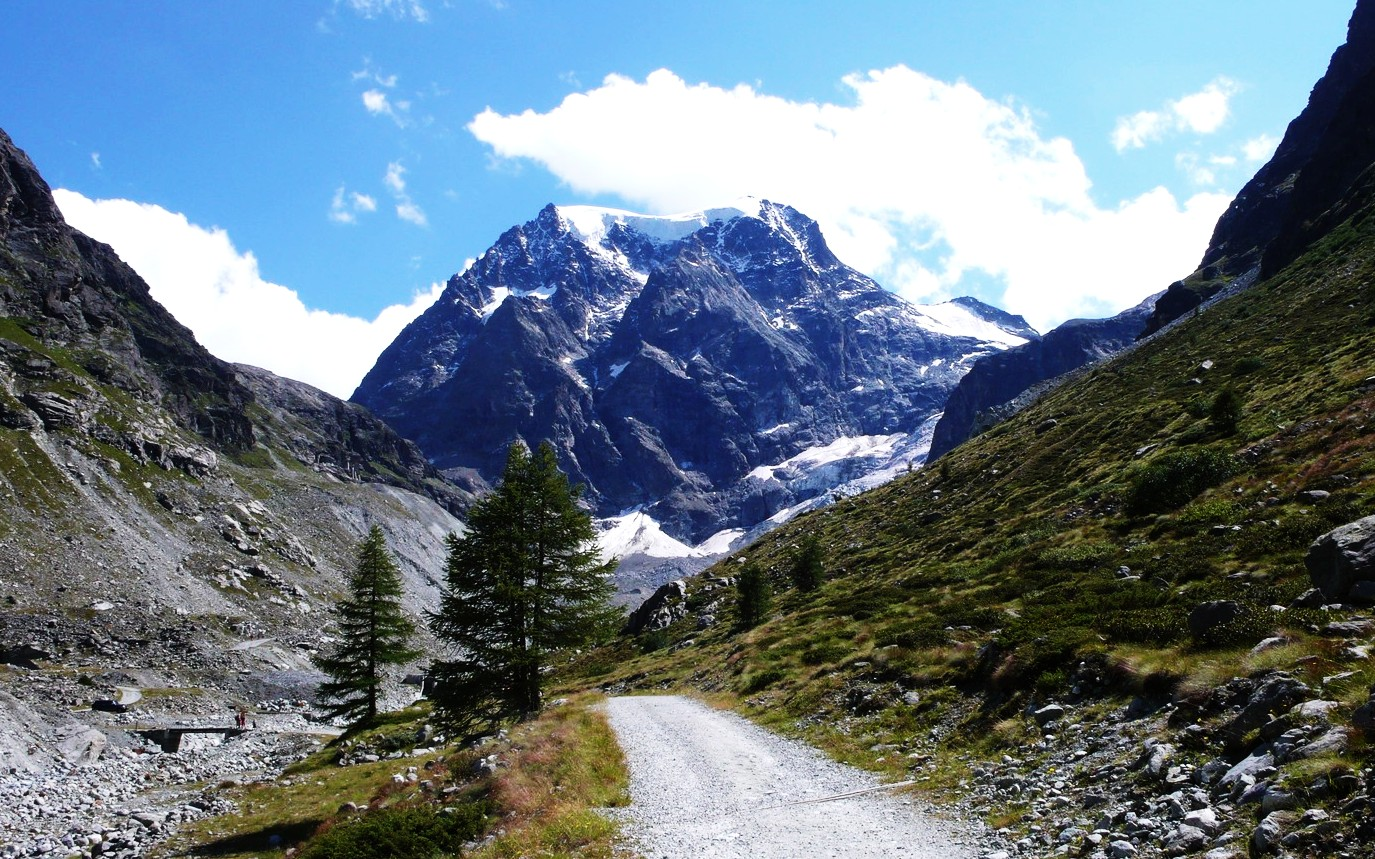

科隆山（Mont Collon），是瑞士的山峰，位於該國南部，由瓦萊州負責管轄，屬於本寧阿爾卑斯山脈的一部分，海拔高度3,637米，人類在1876年8月3日首次登上該山峰。